# Авиадартс
Авиадартс (латин. avia- «птичий, воздушный»+ англ. darts «дротики, дартс») — прикладные состязания между военными лётчиками в умении преодолевать систему ПВО условного противника, поражать наземные цели с помощью неуправляемых ракет, авиационных пушек и управляемых противотанковых ракет.

## История соревнований
Соревнования впервые прошли в 2013 году на авиационном полигоне Погоново и аэродроме «Балтимор» в Воронежской области.
С 2014 года данные соревнования вышли на международный уровень, в них помимо российских пилотов приняли участие пилоты из Белоруссии и Китая. В 2014 году «Авиадартс» прошел на аэродромах Воронежа и Липецка.
С 2015 года соревнования, как дисциплина, вошли в программу I Армейских международных игр «АрМИ-2015». Конкурс проводился на трёх полигонах: аэродром Дубровичи (Рязанская область), а также еще два аэродрома в Брянской и Калужской областях. Соревнования были остановлены из-за крушения одного из вертолётов, принимающих в них участие, но позже были возобновлены и успешно закончены.
В 2016 году «Авиадартс» впервые прошёл в Крыму на аэродроме Бельбек близ Севастополя. Здесь проходил третий завершающий этап «Авиадартса-2016», а стартовал он на полигоне Дубровичи в Рязанской области. Кроме Бельбека, в Крыму были задействованы полигоны Кировское и Чауда. Соревнования завершились авиационным шоу в Севастополе, а центральным событием соревнования стало авиашоу «Авиамикс», представлявшее из себя масштабную демонстрацию возможностей новейшей авиатехники и рассчитанное на массового зрителя.
В 2017 году основной этап соревнований проводился в городе Чанчунь, КНР в программе III Армейских международных игр «АрМИ-2017». Российский этап соревнований проводился на Воронежском полигоне Погоново.
В 2018 году соревнования прошли на полигоне Дубровичи в Рязанской области. Российские лётчики в ходе пятых юбилейных соревнований «Авиадартс» пятый раз подряд выиграли кубок этих соревнований. Итоги «Авиадартса-2018» были названы во время торжественной церемонии закрытия соревнований на аэродроме Дягилево (Рязанская область). В завершение соревнований было организовано масштабное авиашоу для зрителей.
В 2019 году всероссийский этап «Авиадартс» решено провести в Крыму на территории полигона Чауда, находящегося между Керчью и Феодосией. Кроме основного полигона в Крыму, в рамках соревнований задействованы военные полигоны в Краснодарском крае, Ростовской и Саратовской областях. Соревнования проходили с 14 мая по 3 июня. Международный этап соревнований решено провести на полигоне Дубровичи Рязанской области с 3 по 17 августа.

## Этапы

Заместитель Министра обороны Российской Федерации генерал армии Аркадий Бахин вручает призы победителям конкурса «Авиадартс-2014» Станиславу Гасанову и Константину Мурахтину, Липецк, 29 июля 2014 года

Конкурс проводится в два этапа, причём для разных категорий воздушных судов выполняются по следующим правилам:
- Полёт по маршруту:
  - Самолёты типа Су-25 — полёт пары на групповую слётанность по маршруту, визуальную воздушную разведку и в зону на простой пилотаж на малых высотах.
  - Самолеты типа Су-27, Су-30, МиГ-29 — полёт пары на сложный пилотаж на малых высотах.
  - Самолеты типа Су-24, Су-34 — полёт по маршруту с переменным профилем
  - Самолеты типа Ил-76 — полёт по маршруту с переменным профилем.
  - Вертолеты типа Ка-52, Ми-24 (Ми-35), Ми-28Н, Ми-8 — полёт пары по маршруту, визуальную воздушную разведку и в зону на сложный пилотаж на малых высотах.
- Полёт на атаку наземной (морской) цели:
  - Самолёты типа Су-25, Су-27, Су-30, МиГ-29 — полёт пары на атаку наземной (морской) цели.
  - Самолёты типа Су-24, Су-34 — полёт пары на атаку наземной (морской) цели.
  - Самолёты типа Ил-76 — полёт на выброску грузов на точность одиночно.
  - Вертолёты типа Ка-52, Ми-24 (Ми-35), Ми-28Н, Ми-8 — полёт пары на применение средств поражения по наземным целям.

Вне конкурсной программы проводится авиашоу Авиамикс где для широкой аудитории демонстрируются элементы основной соревновательной программы

## Происшествия
2 августа 2015 года во время выполнения демонстрационного полёта пилотажной группы «Беркуты» разбился вертолёт Ми-28Н. Погиб полковник Игорь Бутенко.